# 同性結合
同性結合關係包括：
- 婚姻（marriage）：同性之間的民事婚姻。
- 民事结合（civil union）：在權利與義務上與婚姻有同等或近似的法律地位，但不具有「婚姻」的儀式性質（例如，締約時毋需宣誓、分手時程序簡單等等）。
- 同居伴侣关系（domestic partnership）或注册伴侣关系（registered partnerships）：提供了不同程度的权利和义务，通常要少於婚姻所提供的权利。在有些國家或司法區域，異性之間與同性之間都可以註冊為同居伴侶。